# Yli-Rikinjärvi
Yli-Rikinjärvi är en sjö i Finland. Den ligger i kommunen Kuusamo i landskapet Norra Österbotten, i den nordöstra delen av landet, 700 km norr om huvudstaden Helsingfors. Yli-Rikinjärvi ligger 262,3 meter över havet. Den är 2,2 meter djup. Arean är 54,1 hektar och strandlinjen är 5,6 kilometer lång. Sjön  ingår i Ijo älvs huvudavrinningsområde. 